# Joshua ben Sie
Joshua ben Sie, también conocido como Jesus ben Sie fue un sumo sacerdote judío de Israel en los siglos I a. C. y I d. C.
Reemplazó a Eleazar ben Boethus en 3 a. C. y fue sucedido por el bíblico Anás como Sumo sacerdote de Israel. En 6 d. C.